# La Cause du désir
La Cause du désir est la revue officielle de l'association psychanalytique d'orientation lacanienne, l'École de la Cause freudienne (ECF).

## Histoire
L'École de la Cause freudienne publie d'abord La Cause freudienne, qui prend le nom de La Cause du désir en 2012, à partir du n°80.

## Présentation
La Cause du désir est une revue de psychanalyse publiée sous l'égide de l'École de la Cause freudienne, association fondée par Jacques Lacan en 1981 et reconnue d'utilité publique en mai 2006. Cette publication qui parait trois fois par an, comporte des éclairages relatifs à l'orientation lacanienne, des Archives Lacan et des contributions inédites de Jacques-Alain Miller.
Chaque numéro est orienté par un thème. On y trouve de nombreuses études cliniques, des échos de l'actualité psychanalytique en France et dans le monde, des recherches menées sur les connexions entre disciplines scientifiques, arts, poésie et psychanalyse. L'histoire de la psychanalyse y est présente par le biais d'une sélection de textes devenus introuvables.